# Julius Karl von Sothen

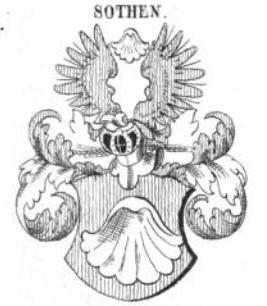
Wappen der Familie von Sothen

Julius Karl von Sothen (* 15. Februar 1830 in Stade; † 28. Januar 1909 in Hildesheim) war hannoverscher Hauptmann, später königlich preußischer Generalmajor und zuletzt Kommandeur des 87. Infanterieregiments.

## Herkunft
Seine Eltern waren der Postmeister Emil von Sothen († 27. Oktober 1851) und dessen Ehefrau Friederike Kohlmann († 24. November 1877).

## Leben
Er erhielt seine Schulbildung auf dem Gymnasium in Hildesheim und auf dem Pädagogium in Ilfeld. Nach seinem Abschluss ging er am 29. Juni 1848 als Volontärkadett in das hannoverscher 1. (Leib-)Infanterieregiment und wurde dort am 30. Oktober er 1848 zum Korporal befördert. Am 29. Dezember 1848 wechselte er als Seconde-Lieutenant in das 1. Jägerbataillon. Als solcher nahm er 1849 am ersten schleswigschen Krieg teil, wo er am Gefecht bei Ulderup teilnahm. Anschließend wurde er am 23. September 1856 zum Premier-Lieutenant befördert und war vom 18. Mai 1859  bis zum 30. April 1862 als Bataillonsadjutant eingesetzt. Am 25. Mai 1863 wurde er dann zum Hauptmann und Kompaniechef ernannt. Als solcher nahm er 1866 am Deutschen Krieg gegen Preußen teil. Die hannoversche Armee errang bei Langensalza einen Pyrrhussieg. Nach der Niederlage wurde das Königreich Hannover von Preußen annektiert, die Armee wurde aufgelöst.
Sothen wechselte daher am 9. März 1867 in die preußische Armee, wo er als Hauptmann und Kompaniechef in das Grenadierregiment Nr. 7 kam. Während des Deutsch-Französischen Krieges war er vom 20. Juli 1870 bis zum 13. März 1871 Kommandeur des Besatzungsbataillons Liegnitz, außerdem wurde er am 12. September 1870 zum Major befördert. Während des Feldzuges befand er sich bei der Belagerung von Belfort sowie den Gefechten bei Croix, Diasle, Vaudoncourt, Harimoncourt und Blamont. Dafür erhielt er am 9. März 1871 das Eiserne Kreuz 2. Klasse.
Nach dem Krieg kam er am 8. Juni 1871 als Kommandeur in das I. Bataillon des Grenadierregiments Nr. 7, am 22. März 1876 wurde er zum Oberstleutnant befördert. Am 12. Juni 1880 wurde er als Kommandeur in das 87. Infanterieregiment versetzt und dort am 18. September 1880 zum Oberst befördert. Außerdem erhielt er am 26. September 1883 den Kronen-Orden 2. Klasse. Schließlich bekam er am 14. April 1885 den Charakter als Generalmajor und wurde mit Pension zur Disposition gestellt. Noch am 24. Januar 1899 den Roten Adlerorden 2. Klasse mit Eichenlaub.
Er starb am 28. Januar 1909 in Hildesheim.

## Familie
Sothen heiratete am 17. Oktober 1861 in Goslar Luise Charlotte von Lösecke (* 14. Januar 1837; † um 1923). Das Paar hatte mehrere Kinder:
- Frieda (* 24. Dezember 1862; † 26. März 1878)
- Auguste (* 17. Januar 1867)
- Antonie (* 1. September 1869)